# فیلتر چبیشف
فیلترهای چبیشف فیلترهای آنالوگ یا دیجیتالی هستند که شیب بیشتری نسبت به فیلترهای باترورث دارند و دارای تموج در خروجی فیلترهای باند گذر (نوع I) یا باندنگذر (نوع II) هستند. فیلترهای چبیشف این خاصیت را دارند که خطای بین مشخصه فیلتر ایده‌آل شده و واقعی را در محدوده فیلتر به حداقل می‌رسانند (به منابع مراجعه کنید به عنوان مثال. [دانیلز]، [لوتواک])، اما با تموج در نوار عبور. این نوع فیلتر به نام پافنوتی چبیشف نامگذاری شده‌است زیرا خصوصیات ریاضی آن از چندجمله ای‌های چبیشف گرفته شده‌است. فیلترهای چبیشف نوع اول معمولاً به عنوان «فیلترهای چبیشف» شناخته می‌شوند، در حالی که فیلترهای نوع دوم معمولاً «فیلترهای چبیشف معکوس» نامیده می‌شوند.
به دلیل موج دار بودن باند عبور ذاتی در فیلترهای چبیشف، فیلترهایی با پاسخ صاف‌تر در باند عبور اما پاسخ نامنظم تر در باند توقف برای کاربردهای خاص ترجیح داده می‌شوند.

## فیلترهای چبیشف نوع اول (فیلترهای چبیشف)

پاسخ فرکانسی یک فیلتر پایین گذر چبیشف از نوع مرتبه چهارم با

فیلترهای چبیشف نوع اول رایج‌ترین انواع فیلترهای چبیشف هستند. پاسخ بهره (یا دامنه)، {\displaystyle G_{n}(\omega )} ، به عنوان تابعی از فرکانس زاویه ای {\displaystyle \omega } فیلتر پایین گذر مرتبه n برابر با مقدار مطلق تابع انتقال است {\displaystyle H_{n}(s)} ارزیابی شده در {\displaystyle s=j\omega } :
{\displaystyle G_{n}(\omega )=\left|H_{n}(j\omega )\right|={\frac {1}{\sqrt {1+\varepsilon ^{2}T_{n}^{2}(\omega /\omega _{0})}}}}
جایی که {\displaystyle \varepsilon } عامل موج دار شدن است، {\displaystyle \omega _{0}} فرکانس قطع است و {\displaystyle T_{n}} یک چند جمله ای چبیشف است {\displaystyle n} مرتبه
باند عبور رفتار متوازن را نشان می‌دهد، با ریپل که توسط ضریب ریپل تعیین می‌شود {\displaystyle \varepsilon } . در باند عبور، چند جمله ای چبیشف بین ۱- و ۱ متناوب می‌شود، بنابراین بهره فیلتر بین حداکثر در G = ۱ و حداقل در G = ۱ متناوب می‌شود. {\displaystyle G=1/{\sqrt {1+\varepsilon ^{2}}}} .
بنابراین ضریب ریپل ε با موج عبور باند δ بر حسب دسی بل با:
{\displaystyle \varepsilon ={\sqrt {10^{\delta /10}-1}}.}
در فرکانس قطع {\displaystyle \omega _{0}} سود دوباره ارزش دارد {\displaystyle 1/{\sqrt {1+\varepsilon ^{2}}}} اما همچنان با افزایش فرکانس به باند توقف می‌افتد. این رفتار در نمودار سمت راست نشان داده شده‌است. روش معمول تعریف فرکانس قطع در -۳ دسی بل معمولاً برای فیلترهای چبیشف اعمال نمی‌شود. در عوض، برش به عنوان نقطه ای در نظر گرفته می‌شود که در آن بهره برای آخرین بار به مقدار ریپل سقوط می‌کند.
۳ فرکانس دسی بل ω H با ω 0 با:
{\displaystyle \omega _{H}=\omega _{0}\cosh \left({\frac {1}{n}}\cosh ^{-1}{\frac {1}{\varepsilon }}\right).}
ترتیب یک فیلتر Chebyshev برابر با تعداد اجزای واکنشی (مثلاً سلف) است که برای اجرای فیلتر با استفاده از الکترونیک آنالوگ لازم است.
در صورتی که ریپل در باند توقف مجاز باشد، با در نظر گرفتن صفرهای روی نوار، می‌توان تندتر را به دست آورد. {\displaystyle \omega } -محور در صفحه مختلط. در حالی که این امر باعث سرکوب تقریباً بی‌نهایت در و نزدیک این صفرها می‌شود (محدود شده توسط فاکتور کیفیت اجزاء، انگلی‌ها و عوامل مرتبط)، سرکوب کلی در باند توقف کاهش می‌یابد. نتیجه یک فیلتر بیضوی نامیده می‌شود که به عنوان فیلتر Cauer نیز شناخته می‌شود.

### قطب و صفر

گزارش قدر مطلق بهره یک فیلتر چبیشف نوع اول مرتبه هشتم در فضای فرکانس پیچیده (s = σ + j ω) با ε = ۰٫۱ و. لکه‌های سفید قطبی هستند و بر روی یک بیضی با نیم محور ۰٫۳۸۳۶... در σ و ۱٫۰۷۱... در ω قرار گرفته‌اند. قطب‌های تابع انتقال آن قطب‌هایی هستند که در نیم صفحه سمت چپ قرار دارند. رنگ سیاه مربوط به افزایش ۰٫۰۵ یا کمتر، سفید مربوط به افزایش ۲۰ یا بیشتر است.

برای سادگی، فرض می‌شود که فرکانس قطع برابر با واحد است. قطب‌ها {\displaystyle (\omega _{pm})} تابع بهره فیلتر چبیشف صفرهای مخرج تابع بهره هستند. با استفاده از فرکانس مختلط s، اینها زمانی رخ می‌دهند که:
{\displaystyle 1+\varepsilon ^{2}T_{n}^{2}(-js)=0.\,}
تعریف کردن {\displaystyle -js=\cos(\theta )} و با استفاده از تعریف مثلثاتی چند جمله‌ای چبیشف به دست می‌آید:
{\displaystyle 1+\varepsilon ^{2}T_{n}^{2}(\cos(\theta ))=1+\varepsilon ^{2}\cos ^{2}(n\theta )=0.\,}
حل کردن برای {\displaystyle \theta }
{\displaystyle \theta ={\frac {1}{n}}\arccos \left({\frac {\pm j}{\varepsilon }}\right)+{\frac {m\pi }{n}}}
که در آن مقادیر چندگانه تابع کسینوس قوس با استفاده از شاخص عدد صحیح m آشکار می‌شوند. قطب‌های تابع بهره چبیشف عبارتند از:
{\displaystyle s_{pm}=j\cos(\theta )\,}
{\displaystyle =j\cos \left({\frac {1}{n}}\arccos \left({\frac {\pm j}{\varepsilon }}\right)+{\frac {m\pi }{n}}\right).}
با استفاده از ویژگی‌های توابع مثلثاتی و هذلولی، این ممکن است به شکل صریح پیچیده نوشته شود:
{\displaystyle s_{pm}^{\pm }=\pm \sinh \left({\frac {1}{n}}\mathrm {arsinh} \left({\frac {1}{\varepsilon }}\right)\right)\sin(\theta _{m})}
{\displaystyle +j\cosh \left({\frac {1}{n}}\mathrm {arsinh} \left({\frac {1}{\varepsilon }}\right)\right)\cos(\theta _{m})}
که در آن m = ۱، ۲،...، n و
{\displaystyle \theta _{m}={\frac {\pi }{2}}\,{\frac {2m-1}{n}}.}
این ممکن است به عنوان یک معادله پارامتریک در نظر گرفته شود {\displaystyle \theta _{n}} و نشان می‌دهد که قطب‌ها روی یک بیضی در فضای s واقع در مرکز s قرار دارند = ۰ با نیم محور واقعی طول {\displaystyle \sinh(\mathrm {arsinh} (1/\varepsilon )/n)} و یک‌نیمه محور خیالی به طول {\displaystyle \cosh(\mathrm {arsinh} (1/\varepsilon )/n).}

### تابع انتقال
عبارت فوق قطب‌های بهره G را به دست می‌دهد. برای هر قطب مختلط دیگری وجود دارد که مزدوج مختلط است و برای هر جفت مزدوج دو قطب دیگر وجود دارد که منفی جفت هستند. تابع انتقال باید پایدار باشد، به طوری که قطب‌های آن قطب‌های بهره هستند که دارای بخش‌های واقعی منفی هستند و بنابراین در نیمه سمت چپ فضای فرکانس پیچیده قرار دارند. سپس تابع انتقال توسط داده می‌شود
{\displaystyle H(s)={\frac {1}{2^{n-1}\varepsilon }}\ \prod _{m=1}^{n}{\frac {1}{(s-s_{pm}^{-})}}}
جایی که {\displaystyle s_{pm}^{-}} فقط آن دسته از قطب‌های بهره با علامت منفی در مقابل جمله واقعی هستند که از معادله بالا به دست می‌آیند.

### تأخیر گروه

بهره و تأخیر گروهی فیلتر چبیشف درجه پنجم نوع I با ε = ۰٫۵.

تأخیر گروه به عنوان مشتق فاز با توجه به فرکانس زاویه ای تعریف می‌شود و معیاری برای اعوجاج در سیگنال است که توسط اختلاف فاز برای فرکانس‌های مختلف ایجاد می‌شود.
{\displaystyle \tau _{g}=-{\frac {d}{d\omega }}\arg(H(j\omega ))}

بهره و تأخیر گروهی فیلتر چبیشف نوع دوم مرتبه پنجم با ε = ۰٫۱.

بهره و تأخیر گروه برای فیلتر چبیشف نوع اول مرتبه پنجم با ε=۰٫۵ در نمودار سمت چپ رسم شده‌است. مشاهده می‌شود که در گام و تأخیر گروه در باند عبور موج‌هایی وجود دارد اما در باند توقف وجود ندارد.

## فیلترهای چبیشف نوع دوم (فیلترهای چبیشف معکوس)

پاسخ فرکانسی یک فیلتر پایین گذر چبیشف نوع دوم درجه پنجم با

فیلتر Chebyshev معکوس نیز شناخته می‌شود، نوع دوم فیلتر Chebyshev کمتر رایج است، زیرا به سرعت نوع I از بین نمی‌رود و به قطعات بیشتری نیاز دارد. هیچ موجی در باند عبور ندارد، اما دارای تجهیز در باند توقف است. سود این است:
{\displaystyle G_{n}(\omega )={\frac {1}{\sqrt {1+{\frac {1}{\varepsilon ^{2}T_{n}^{2}(\omega _{0}/\omega )}}}}}={\sqrt {\frac {\varepsilon ^{2}T_{n}^{2}(\omega _{0}/\omega )}{1+\varepsilon ^{2}T_{n}^{2}(\omega _{0}/\omega )}}}.}
در باند توقف، چند جمله ای چبیشف بین ۱- و ۱ در نوسان است به طوری که بهره بین صفر و صفر در نوسان است.
{\displaystyle {\frac {1}{\sqrt {1+{\frac {1}{\varepsilon ^{2}}}}}}}
و کوچک‌ترین فرکانسی که در آن این حداکثر به دست می‌آید فرکانس قطع است {\displaystyle \omega _{o}} . بنابراین پارامتر ε با تضعیف باند توقف γ در دسی بل به وسیله:
{\displaystyle \varepsilon ={\frac {1}{\sqrt {10^{\gamma /10}-1}}}.}
برای تضعیف باند توقف 5 dB، ε = ۰٫۶۸۰۱; برای تضعیف ۱۰ دسی بل، ε = ۰٫۳۳۳۳. فرکانس f 0 = ω 0/2 π فرکانس قطع است. ۳ فرکانس دسی بل f H با f 0 به وسیله:
{\displaystyle f_{H}={\frac {f_{0}}{\cosh \left({\frac {1}{n}}\cosh ^{-1}{\frac {1}{\varepsilon }}\right)}}.}

### قطب و صفر

ورود به سیستم مقدار مطلق بهره یک فیلتر چبیشف نوع دوم مرتبه ۸ در فضای فرکانس مختلط (s= σ +j ω) با ε = ۰٫۱ و. لکه‌های سفید قطب و لکه‌های سیاه صفر هستند. همه ۱۶ قطب نشان داده شده‌است. هر صفر دارای تعدد دو است و ۱۲ صفر نشان داده شده و چهار عدد در خارج از تصویر، دو عدد در محور مثبت ω و دو عدد در منفی قرار دارند. قطب‌های تابع انتقال، قطب‌هایی در نیم صفحه سمت چپ و صفرهای تابع انتقال، صفر هستند، اما با تعدد ۱. رنگ سیاه مربوط به افزایش ۰٫۰۵ یا کمتر، سفید مربوط به افزایش ۲۰ یا بیشتر است.

با فرض اینکه فرکانس قطع برابر با واحد باشد، قطب‌ها {\displaystyle (\omega _{pm})} سود فیلتر چبیشف صفرهای مخرج بهره است:
{\displaystyle 1+\varepsilon ^{2}T_{n}^{2}(-1/js_{pm})=0.}
قطب‌های بهره فیلتر چبیشف نوع II معکوس قطب‌های فیلتر نوع I هستند:
{\displaystyle {\frac {1}{s_{pm}^{\pm }}}=\pm \sinh \left({\frac {1}{n}}\mathrm {arsinh} \left({\frac {1}{\varepsilon }}\right)\right)\sin(\theta _{m})}
{\displaystyle \qquad +j\cosh \left({\frac {1}{n}}\mathrm {arsinh} \left({\frac {1}{\varepsilon }}\right)\right)\cos(\theta _{m})}
که در آن m = ۱، ۲، ...، n. صفرها {\displaystyle (\omega _{zm})} از نوع دوم فیلتر چبیشف، صفرهای شمارشگر بهره هستند:
{\displaystyle \varepsilon ^{2}T_{n}^{2}(-1/js_{zm})=0.\,}
بنابراین، صفرهای فیلتر چبیشف نوع دوم، معکوس صفرهای چند جمله ای چبیشف هستند.
{\displaystyle 1/s_{zm}=-j\cos \left({\frac {\pi }{2}}\,{\frac {2m-1}{n}}\right)}
برای m = ۱، ۲، ...، n.

### تابع انتقال
تابع انتقال توسط قطب‌های نیمه سمت چپ تابع بهره داده می‌شود و صفرهای یکسانی دارد اما این صفرها به جای صفرهای دوگانه هستند.

### تأخیر گروه
بهره و تأخیر گروه برای فیلتر چبیشف نوع دوم مرتبه پنجم با ε=۰٫۱ در نمودار سمت چپ رسم شده‌است. مشاهده می‌شود که در باند توقف موجی در بهره وجود دارد اما در باند عبور وجود ندارد.

## پیاده‌سازی

### توپولوژی کوئر
فیلتر پایین گذر LC Chebyshev غیرفعال ممکن است با استفاده از توپولوژی Cauer محقق شود. مقادیر سلف یا خازن یک فیلتر نمونه اولیه Chebyshev درجه n را می‌توان از معادلات زیر محاسبه کرد:
{\displaystyle G_{0}=1}
{\displaystyle G_{1}={\frac {2A_{1}}{\gamma }}}
{\displaystyle G_{k}={\frac {4A_{k-1}A_{k}}{B_{k-1}G_{k-1}}},\qquad k=2,3,4,\dots ,n}
{\displaystyle G_{n+1}={\begin{cases}1&{\text{if }}n{\text{ odd}}\\\coth ^{2}\left({\frac {\beta }{4}}\right)&{\text{if }}n{\text{ even}}\end{cases}}}
G 1, G k مقادیر خازن یا المان سلف هستند. f H، ۳ فرکانس دسی بل با موارد زیر محاسبه می‌شود: {\displaystyle f_{H}=f_{0}\cosh \left({\frac {1}{n}}\cosh ^{-1}{\frac {1}{\varepsilon }}\right)}
ضرایب A, γ, β, A k و B k را می‌توان از معادلات زیر محاسبه کرد:
{\displaystyle \gamma =\sinh \left({\frac {\beta }{2n}}\right)}
{\displaystyle \beta =\ln \left[\coth \left({\frac {\delta }{17.37}}\right)\right]}
{\displaystyle A_{k}=\sin {\frac {(2k-1)\pi }{2n}},\qquad k=1,2,3,\dots ,n}
{\displaystyle B_{k}=\gamma ^{2}+\sin ^{2}\left({\frac {k\pi }{n}}\right),\qquad k=1,2,3,\dots ,n}
جایی که {\displaystyle \delta } موج عبور باند در دسی بل است. شماره {\displaystyle 17.37} از مقدار دقیق گرد شده‌است {\displaystyle 40/\ln(10)} .

فیلتر پایین گذر با استفاده از توپولوژی Cauer

مقادیر G k محاسبه شده ممکن است به خازن‌های شنت و سلف‌های سری همان‌طور که در سمت راست نشان داده شده‌است، یا ممکن است به خازن‌های سری و سلف‌های شنت تبدیل شوند؛ مثلاً،
- C 1 shunt = G 1, L 2 series = G 2, . . .

یا
- L 1 shunt = G 1, C 1 series = G 2, . . .

توجه داشته باشید که وقتی G 1 یک خازن شنت یا سلف سری است، G 0 به ترتیب با مقاومت ورودی یا رسانایی مطابقت دارد. همین رابطه برای G n+1 و G n برقرار است. مدار حاصل یک فیلتر پایین گذر نرمال شده‌است. با استفاده از تبدیل فرکانس و مقیاس امپدانس، فیلتر پایین گذر نرمال شده ممکن است به فیلترهای بالا گذر، باند گذر و باند استاپ با هر فرکانس قطع یا پهنای باند دلخواه تبدیل شود.

### دیجیتال
مانند بسیاری از فیلترهای آنالوگ، Chebyshev ممکن است از طریق تبدیل دوخطی به یک فرم بازگشتی دیجیتال (زمان گسسته) تبدیل شود. با این حال، از آنجایی که فیلترهای دیجیتال دارای پهنای باند محدودی هستند، شکل پاسخ چبیشف تبدیل شده تاب خورده‌است. روش دیگر، ممکن است از روش Matched Z-transform استفاده شود، که پاسخ را منحرف نمی‌کند.

## مقایسه با فیلترهای خطی دیگر
تصویر زیر فیلترهای چبیشف را در کنار سایر انواع فیلترهای رایج که با همان تعداد ضرایب به دست آمده‌اند نشان می‌دهد (رتبه پنجم):
فیلترهای Chebyshev تیزتر از فیلتر Butterworth هستند. آنها به اندازه بیضی تیز نیستند، اما امواج کمتری روی پهنای باند نشان می‌دهند.